# Enen no Shouboutai
Enen no Shouboutai (炎炎ノ消防隊, En'en no Shōbōtai, lit. "Corpo de Bombeiros em Chamas"), também conhecido no ocidente como Fire Force, é uma série de mangás shōnen japonesa escrita e ilustrada por Atsushi Ōkubo, publicado pela editora Kodansha e serializado na Weekly Shōnen Magazine entre 23 de setembro de 2015 e 21 de fevereiro de 2022.
A série recebeu adaptação para anime de 24 episódios, produzida pelo estúdio David Production, que estreou no dia 5 de julho de 2019 e também conseguiu sua segunda temporada para julho de 2020.

## Sinopse

### Enredo
Em algum momento, não especifico, o nível do mar do planeta subiu causando o desaparecimento de muitos países. No ano 198 da Era Solar em Tóquio, as brigadas de incêndio especiais, denominadas "Fire Force", combatem crescentes incidentes de combustão humana espontânea, onde seres humanos são transformados em infernos vivos, chamados "Infernais" (焰ビト, Homura Bito).Cap. 0, 111
Enquanto os Infernais são seres sem consciência chamados de primeira geração, as gerações posteriores são pessoas que possuem a habilidade de pirocinese, que conseguem manter a sua forma humana. A segunda geração tem a aptidão de controlar o fogo, já a terceira geração conseguem emitir chamas em partes de seu corpo.[carece de fontes?]
A Fire Force foi formada pela combinação de pessoas com esses poderes do Templo do Santo Sol, das Forças Armadas de Tóquio e da Agência de Defesa de Incêndio, e é composta por oito companhias independentes.Cap. 9
Shinra Kusakabe é um jovem pirocinético de terceira geração que ganhou o apelido de "Pegadas do Diabo" por ter a habilidade de acender fogo em seus pés. Ele se junta à 8ª Companhia de Bombeiros Especiais. Seu sonho é de torna-se um herói e salvar as pessoas da combustão, objetivo esse que ele adquiriu após a morte de sua mãe e seu irmão mais novo após um incêndio em sua casa onde Shinra foi considerado culpado pelo falecimento dos dois.Cap. 0, 1, 6 

## Mídia

### Mangá

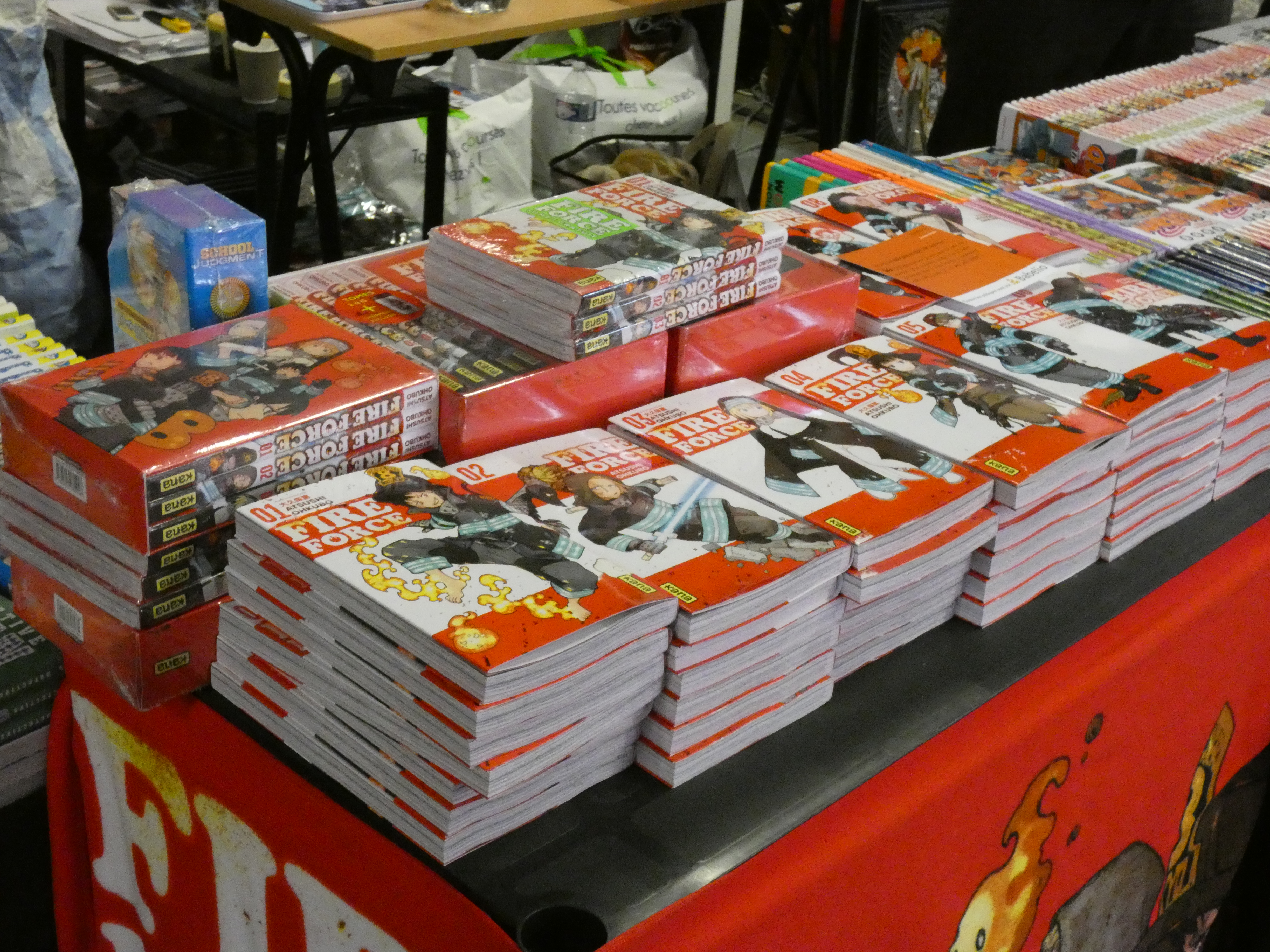
Exposição de mangás (Fire Force) da editora KANA na SLPJ 2018 (Salon du Livre et de la presse jeunesse de Montreuil 2018), em Montreuil, França

Fire Force é uma série de mangá japonesa escrita e ilustrada por Atsushi Ōkubo . Começou a ter os seus capítulos serializados na revista semanal Weekly Shōnen Magazine em 23 de setembro de 2015,  com os capítulos da série sendo compilados e publicados pela editora Kodansha em volumes de formato tankōbon partir de 17 de fevereiro de 2016, tem atualmente 34 volumes. Em uma entrevista, em julho de 2019, o criador da obra afirmou que espera o mangá deve ter entorno de 30 volumes totais. Em outubro de 2021 na edição 31 foi anunciado que o mangá está entrando em seu último arco.
No Brasil a série e publicada bimestralmente, desde julho de 2018, pela editora Panini.

#### Lista de Volumes
| N.º | Japonês                 | Japonês                                  | Português               | Português         |
| N.º | Data de lançamento      | ISBN                                     | Data de lançamento      | ISBN              |
| --- | ----------------------- | ---------------------------------------- | ----------------------- | ----------------- |
| 1   | 17 de fevereiro de 2016 | 978-4-06-395567-5                        | 25 de julho 2018        | 978-85-426-1241-7 |
| 2   | 15 de abril de 2016     | 978-4-06-395646-7                        | 17 de setembro 2018     | 978-85-426-1341-4 |
| 3   | 17 de junho de 2016     | 978-4-06-395698-6                        | 23 de novembro 2018     | 978-85-426-1411-4 |
| 4   | 17 de agosto de 2016    | 978-4-06-395736-5                        | 24 de janeiro 2019      | 978-85-426-1566-1 |
| 5   | 17 de outubro de 2016   | 978-4-06-395777-8                        | 29 de março 2019        | 978-85-426-1827-3 |
| 6   | 16 de dezembro de 2016  | 978-4-06-395823-2 978-4-06-358843-9 (ES) | 13 de junho 2019        | 978-85-426-2018-4 |
| 7   | 17 de fevereiro de 2017 | 978-4-06-395869-0                        | 15 de agosto 2019       | 978-85-426-2257-7 |
| 8   | 17 de setembro de 2017  | 978-4-06-395916-1                        | 11 de outubro de 2019   | 978-85-426-2411-3 |
| 9   | 16 de junho de 2017     | 978-4-06-395958-1                        | 19 de novembro de 2019  | 978-85-426-2587-5 |
| 10  | 17 de agosto de 2017    | 978-4-06-510113-1                        | 30 de janeiro de 2020   | 978-85-426-2775-6 |
| 11  | 17 de novembro de 2017  | 978-4-06-510397-5                        | 17 de março de 2020     | 978-85-426-2872-2 |
| 12  | 17 de janeiro de 2018   | 978-4-06-510761-4                        | 13 de maio de 2020      | 978-85-426-3126-5 |
| 13  | 17 de abril de 2018     | 978-4-06-511245-8                        | 14 de julho de 2020     | 978-65-5512-203-9 |
| 14  | 17 de agosto de 2018    | 978-4-06-511615-9                        | 15 de setembro de 2020  | 978-65-5512-296-1 |
| 15  | 17 de novembro de 2018  | 978-4-06-513252-4                        | 20 de novembro de 2020  | 978-65-5512-518-4 |
| 16  | 17 de abril de 2019     | 978-4-06-514878-5 978-4-06-515674-2 (ES) | 11 de janeiro de 2021   | 978-65-5512-908-3 |
| 17  | 17 de julho de 2019     | 978-4-06-515081-8                        | 19 de março de 2021     | 978-65-5512-731-7 |
| 18  | 16 de agosto de 2019    | 978-4-06-515309-3                        | 21 de maio de 2021      | 978-65-5960-092-2 |
| 19  | 17 de setembro de 2019  | 978-4-06-516449-5                        | 2 de julho de 2021      | 978-65-5982-264-5 |
| 20  | 17 de outubro de 2019   | 978-4-06-517158-5                        | 17 de setembro de 2021  | 978-65-5982-027-6 |
| 21  | 17 de dezembro de 2019  | 978-4-06-518063-1 978-4-06-518064-8 (ES) | 26 de novembro de 2021  | 978-65-5960-811-9 |
| 22  | 17 de março de 2020     | 978-4-06-518063-1                        | 28 de janeiro de 2022   | 978-65-5960-618-4 |
| 23  | 15 de maio de 2020      | 978-4-06-518848-4                        | 25 de fevereiro de 2022 | 978-65-5960-548-4 |
| 24  | 17 de julho de 2020     | 978-4-06-518063-1                        | 25 de março de 2022     | 978-65-5960-477-7 |
| 25  | 17 de setembro de 2020  | 978-4-06-520595-2 978-4-06-521156-4 (ES) | 29 de abril de 2022     | 978-65-5960-326-8 |
| 26  | 17 de novembro de 2020  | 978-4-06-521279-0                        | 27 de maio de 2022      | 978-65-5960-231-5 |
| 27  | 17 de fevereiro de 2021 | 978-4-06-522169-3                        | 24 de junho de 2022     | 978-65-259-0394-1 |
| 28  | 16 de abril de 2021     | 978-4-06-522882-1                        | –                       | —                 |
| 29  | 17 de junho de 2021     | 978-4-06-523577-5                        | –                       | —                 |
| 30  | 17 de agosto de 2021    | 978-4-06-524488-3                        | –                       | —                 |
| 31  | 15 de outubro de 2021   | 978-4-06-525138-6                        | –                       | —                 |
| 32  | 17 de dezembro de 2021  | 978-4-06-526283-2                        | –                       | —                 |
| 33  | 17 de março de 2022     | 978-4-06-526890-2                        | –                       | —                 |
| 34  | 17 de maio de 2022      | 978-4-06-528055-3                        | –                       | —                 |

### Anime
Uma adaptação para anime, feita pelo estúdio David Production foi anunciada em 14 de novembro de 2018. A série está sendo dirigida por Yuki Yase, com Yamato Haijima no roteiro, Hideyuki Morioka no designer de personagens e Kenichiro Suehiro como compositor musical. A série estreou em 5 de julho de 2019 nas emissoras Japan News Network, MBS e TBS, tendo 24 episódios para está primeira temporada, e encerrando no dia 27 de dezembro. Devido ao ataque incendiário que aconteceu na Kyoto Animation em 18 de julho de 2019, o terceiro episódio, que estava programado para ir ao ar em 19 de julho, foi adiado para 26 de julho, com esse incidente os episódios em seguidas tiveram algumas cenas censuradas. Além do fato atípico o anime entrou em hiato novamente durante os dias 27 de setembro e 4 de outubro, desta vez, o motivo foi decorrente a transmissão do Campeonato Mundial de Atletismo 2019 retornando no dia 11 de outubro de 2019, com o episódio 12.
A Funimation em seu twitter, por meio de um teaser, anunciou a segunda temporada do anime, sua estreia ocorreu em 3 de julho de 2020, na FunimationCon 2020, intitulada Ni no Shou (弐ノ章, lit. Capítulo 2). Desta vez a temporada tem como roteirista e direção Tatsumi Minakawa, que foi o diretor do decimo segundo episódio da primeira, Yumenosuke Tokuda, Hideyuki Moriokka e Yosio Kosakai são o chefes de design de personagens, Hiroyuki Ohkaji, Kazuhiro Miwa, Neito Hirohara, Tsutomu Matsuura são a equipe principal de animadores, o elenco da temporada passada permaneceram. Esta temporada é prevista para ter 24 episódios.
No Brasil e em Portugal a série é licenciada pela Funimantion. Em 04 de novembro de 2021 o anime recebeu sua dublagem em português brasileiro no site da Funimation.
Na America Latina a Sato Company contem os direitos de distribuição, e trouxe os episódios, da primeira temporada para Amazon Prime Video no dia 07 de dezembro de 2019, e também, para Now Online, Looke e Vivo Play em 03 de julho de 2020, somente com legendas, em português brasileiro. A segunda temporada estreou nos mesmo serviços de streaming, no dia 09 de julho de 2020.

#### Lista de episódios
| Primeira temporada | Primeira temporada | Primeira temporada     |
| #                  | Título | Exibição original      |
| ------------------ | --- | ---------------------- |
| 1                  | "Shinra Kusakabe é Recrutado" "Shinra Kusakabe, Nyūtai (森羅 日下部、入隊)"                                                 | 5 de julho de 2019     |
| 2                  | "O Coração de um Fire Soldier" "Shōbōkan no Kokoro (消防官の心)"                                                            | 12 de julho de 2019    |
| 3                  | "Os Jogos dos Fire Soldier Novatos" "Shōbōkan Shinjin Taikai (消防官新人大会)"                                              | 26 de julho de 2019    |
| 4                  | "O Herói é a Princesa" "Hīrō to Hime (ヒーローと姫)"                                                                        | 2 de agosto de 2019    |
| 5                  | "A Batalha Começa" "Kaisen (開戦)"                                                                                          | 9 de agosto de 2019    |
| 6                  | "A Faísca de uma Promessa" "Yakusoku no Hibana (約束の火華)"                                                                | 16 de agosto de 2019   |
| 7                  | "A Investigação da Primeira Companhia" "Dai Ichi Chōsa Kaishi (第1調査開始)"                                                | 23 de agosto de 2019   |
| 8                  | "Insetos Infernais" "Homura no Mushi (焰の蟲)"                                                                              | 30 de agosto de 2019   |
| 9                  | "A Malícia Disseminada" "Moehirogaru Akui (燃え拡がる悪意)"                                                                 | 6 de setembro de 2019  |
| 10                 | "A Promessa" "Yakusoku (約束)"                                                                                              | 13 de setembro de 2019 |
| 11                 | "A Formação da Oitava Companhia" "Dai Hachi Tokushu Shōbōtai Kessei - Saikyō no Hikeshi (第8特殊消防隊結成 - 最強の火消し)" | 20 de setembro de 2019 |
| 12                 | "Véspera das Hostilidades em Asakusa" "Asakusa Kaisen Zenya (浅草開戦前夜)"                                                 | 11 de outubro de 2019  |
| 13                 | "A Armadilha está Pronta" "Shikumareta Wana (仕組まれた罠)"                                                                 | 18 de outubro de 2019  |
| 14                 | "Por Quem as Chamas Ardem" "Da ga Tame no Honō (誰が為の炎)"                                                                | 25 de outubro de 2019  |
| 15                 | "O Sonho do Ferreiro" "Kajiya no Yume (鍛冶屋の夢)"                                                                         | 1 de novembro de 2019  |
| 16                 | "Somos uma Família" "Ore-tachi wa Kazoku (俺たちは家族)"                                                                    | 8 de novembro de 2019  |
| 17                 | "Preto, Branco e Cinza" "Kuro to Shiro to Haiiro (黒と白と灰色)"                                                            | 15 de novembro de 2019 |
| 18                 | "Os Segredos da Pirocinese" "Hakka no Gokui (発火の極意)"                                                                   | 22 de novembro de 2019 |
| 19                 | "Jornada ao Mundo Inferior" "Nezā he no (地下への)"                                                                         | 29 de novembro de 2019 |
| 20                 | "Coberto de Orgulho" "Hokori wo Matotte (誇りを纏って)"                                                                     | 6 de dezembro de 2019  |
| 21                 | "Conexões" "Tisunagaru Mono (浅草開戦前夜)"                                                                                 | 14 de dezembro de 2019 |
| 22                 | "Determinação Fraterna" "Ani no Iji (兄の意地)"                                                                             | 20 de dezembro de 2019 |
| 23                 | "Sorrisos" "Egao (笑顔)" | 27 de dezembro de 2019 |
| 24                 | "Passado Incandescente" "Moyuru Kako (燃ゆる過去)"                                                                          | 27 de dezembro de 2019 |

| Segunda temporada | Segunda temporada                                                                                        | Segunda temporada      |
| #                 | Título                                                                                                   | Exibição original      |
| ----------------- | --- | ---------------------- |
| 1 (25)            | "A Luta de um Fire Soldier" "Shōbōkan no Tatakai (消防官の戦い)"                                         | 3 de julho de 2020     |
| 2 (26)            | "Chamas Insanas" "Kyōki no Honō (男の戦い)"                                                              | 10 de julho de 2020    |
| 3 (27)            | "Ponto de Inflamação" "Aratana Hidane (消防官の戦い)"                                                    | 17 de julho de 2020    |
| 4 (28)            | "Buscando Através do Fogo" "Kachū Mosaku (消防官の戦い)"                                                 | 24 de julho de 2020    |
| 5 (29)            | "Chifres" "Koruna (悪魔の型) / Hisaku (秘策)"                                                            | 31 de julho de 2020    |
| 6 (30)            | "Hora de Escolher" "Sentaku no Toki (選択の時)"                                                          | 7 de agosto de 2020    |
| 7 (31)            | "Viagem para o Oásis" "Oashisu e no Michi (楽園への道)"                                                  | 14 de agosto de 2020   |
| 8 (32)            | "Maldade Ardente" "Moe Hisomu Akui (燃え潜む悪意)"                                                       | 21 de agosto de 2020   |
| 9 (33)            | "O Núcleo" "Kakushin (核心)"                                                                             | 28 de agosto de 2020   |
| 10 (34)           | "A Mulher de Preto" "Kuro no On'na (黒の女)"                                                             | 4 de setembro de 2020  |
| 11 (35)           | "Herói Sombrio" "Dāku Hīrō (ダークヒーロー)"                                                             | 11 de setembro de 2020 |
| 12 (36)           | "Sombras Lançadas Pela Luz Divina" "Shinkō ga Umu Kage (神光が生む影)"                                   | 18 de setembro de 2020 |
| 13 (37)           | "Um Par de Um Olho" "Tsui no Sekigan (対の隻眼)"                                                         | 25 de setembro de 2020 |
| 14 (38)           | "O Ceifeiro de Cinzas" "Hai no Shinigami (灰の死神)"                                                     | 2 de outubro de 2020   |
| 15 (39)           | "Confronto Triplo" "Sanshoku Konsen (三色混戦)"                                                          | 9 de outubro de 2020   |
| 16 (40)           | " De Queixo Caído" "Bakuhatsu Suru Kokoro (爆発する心)"                                                  | 16 de outubro de 2020  |
| 17 (41)           | "Garotos, Sejam Fracos" "Shōnen'yo, Yowaku Are (少年よ、弱くあれ)"                                       | 23 de outubro de 2020  |
| 18 (42)           | "A Angustia da Mulher Santa / O Homem, Assault" "Seijo no Kunō (聖女の苦悩) / Otoko, Asaruto (男、突撃)" | 30 de outubro de 2020  |
| 19 (43)           | "A Família Oze" "Oze ichimon (尾瀬一門)"                                                                 | 6 de novembro de 2020  |
| 20 (44)           | "Armas de destruição" "Hakai Heiki (破壊兵器)"                                                           | 13 de novembro de 2020 |
| 21 (45)           | "Contato com o Inimigo" "Setteki (接敵)"                                                                 | 20 de novembro de 2020 |
| 22 (46)           | "Conspiração para a Extinção" "Metsubō no Takurami (滅亡の企み)"                                         | 27 de novembro de 2020 |
| 23 (47)           | "Nekomata" "Enbyō (炎猫)"                                                                                | 4 de dezembro de 2020  |
| 24 (48)           | "Sinais de Tumulto" "Gekidō no Kizashi (激動の兆し)"                                                     | 11 de dezembro de 2020 |

#### Músicas

##### Aberturas
Mrs. Green Apple – "Inferno" (インフェルノ) (1 ~ 14)
coldrain feat. Ryo from CRYSTAL LAKE – "MAYDAY" (15 ~ 24)
Aimer – "SPARK-AGAIN" (25 ~ 37)
KANA-BOON – "Torch of Liberty" (38 ~ 48)

##### Encerramentos
Keina Suda – "veil" (1 ~ 14)
Lenny code fiction – "Nounai" (脳内) (15 ~ 24)
Cider girl – "ID" (25 ~ 37)
PELICAN FANCLUB – "Desire" (ディザイア) (38 ~ 47)
Mrs. Green Apple – "Inferno" (インフェルノ) (48)

##### Trilha Sonora
Foi lançado o CD, da trilha sonora original da primeira temporada do anime, composta por Kenichiro Suehiro, em 11 de dezembro de 2019, a trilha sonora da segunda temporada foi lançada no dia 24 de fevereiro de 2021.

## Recepção
Em janeiro de 2018, o mangá atingiu a marca de 1,8 milhão de cópias impressas,  junho de 2020, o mangá atingiu a marca 7,3 milhões de cópias em circulação, no mês de julho de 2020, o mangá tinha 10 milhões de cópias.  Em abril de 2021, o mangá tinha mais de 15 milhões de cópias em circulação. Em junho de 2021, o mangá tinha mais de 16 milhões de cópias em circulação.
A série ficou em 13º lugar na enquete "Nationwide Bookstore Employees 'Recommended Comics of 2017" da livraria online Honya Club.  Gadget Tsūshin listou "Látom" em sua lista de chavões de anime de 2019.  Na enquete Manga Sōsenkyo 2021 da TV Asahi , na qual 150.000 pessoas votaram em suas 100 melhores séries de mangá, Fire Force ficou em 84º lugar.  O mangá foi nomeado para o 45º Prêmio de Mangá Kodansha na categoria shōnen em 2021, mas perdeu para Blue Lock.

### Mangá
- «En'en no Shōbōtai» (em japonês). na editora kodansha JP
- «Fire Force» (em inglês). na editora kodansha US
- «Fire Force». na editora Panini
- Fire Force (mangá) na enciclopédia do Anime News Network (em inglês)

### Anime
- Página oficial do Anime
- «TVアニメ『炎炎ノ消防隊　弐ノ章』- @FireForce_PR» (em japonês). twitter oficial (anime)
- «Fire Force- @FireForce» (em inglês). twitter oficial (anime)
- «炎炎ノ消防隊» (em japonês). canal do YouTube oficial (anime)
- Fire Force (anime) na enciclopédia do Anime News Network (em inglês)
- Fire Force 2 (anime) na enciclopédia do Anime News Network (em inglês)
- «Fire Force» (em inglês). twitter oficial

Streaming;
- «Fire Force». na Prime Video
- «Fire Force». no Now Online
- «Fire Force». no Looke
- «Fire Force». na Vivo Play
- «Fire Force». na Crunchyroll
- «Fire Force». na Funimation
- «Fire Force». na Netflix